# フォクシー・レディ
『フォクシー・レディ』（原題: Foxes）は、1980年製作のアメリカ合衆国の映画。エイドリアン・ラインの監督デビュー作品。主人公のジーニー役はジョディ・フォスター、アニー役はガールズ・ロックバンド『ザ・ランナウェイズ』のリード・ボーカル、シェリー・カーリー。音楽は『フラッシュダンス』（1983年、監督は同じエイドリアン・ライン）のジョルジオ・モロダー。

## あらすじ
南カリフォルニア・サンフェルナンド・バレーに住む16歳の少女ジーニーは、3人の仲間、アニー、マッジ、ディアドルといつも行動を共にしていた。実は4人とも家庭に問題を抱えており、皆で一緒に暮らしたいと思っていた。
ある日、麻薬中毒のアニーを警官の父親が入院させようとするが、彼女は逃亡。ジーニーたちはアニーの行方を探し回る。そして、ストリート・ギャングの連中と一緒にいたところをなんとか救出に成功する。
それからしばらくたったある日、マッジのボーイフレンド・ジェイの家を借りてパーティが行われることになるが、招かれなかったチンピラ・グループが乱入して会場は大混乱におちいり、これをきっかけに4人の間に深い溝が生じる。
さらに、父親の意向で病院に収容されたアニーが脱走するが、乗り込んだ車が事故を起こし、亡くなってしまう…。

## キャスト
- ジーニー：ジョディ・フォスター
- アニー：シェリー・カーリー
- マッジ：マリリン・ケーガン
- ディアドル：キャンディス・ストロー
- ブラッド：スコット・バイオ
- メアリー：サリー・ケラーマン
- ジェイ：ランディ・クエイド
- アックスマン夫人：ロイス・スミス
- ブライアン：アダム・フェイス
- デビー：ローラ・ダーン
- スコット：ロバート・ロマナス